# Diecezja Pekhon
Diecezja Pekhon została utworzona przez papieża Benedykta XVI 15 grudnia 2005, stolicą diecezji jest miasto Pekhon leżące na wyżynie Szan.
Diecezja leży w Mjanmie, powstała z podzielenia na pół terytorium archidiecezji Taunggyi, skupia osiem parafii. Jej pierwszym biskupem został dotychczasowy biskup pomocniczy Taunggyi Peter Hle.